# Mercedes-Benz G 3a
Der Mercedes-Benz G 3a ist ein leichter militärischer und geländegängiger Lastkraftwagen mit drei Achsen. Das Fahrzeug wurde mit verschiedenen Aufbauten von 1929 bis 1935 in einer Stückzahl von über 2000 Einheiten gebaut. Bei der Wehrmacht wurde das Fahrzeug als Kfz. 61 - 64 eingeordnet.

## Entwicklung

### Hintergrund
1926 begannen Überlegungen der Reichswehr zur künftigen Ausrüstung des deutschen Heeres. Die generelle Motorisierung, die auch die Streitkräfte anderer Nationen seit dem Ende des Ersten Weltkrieges anstrebten, galt als wichtiger Aspekt möglicher künftiger Kriege. Geländegängige Lastkraftwagen, die große Gespanne ersetzen konnten, standen in der kaiserlichen Armee noch nicht zur Verfügung, auch wurden solche in Deutschland noch nicht produziert. Vor und im Ersten Weltkrieg hatte man bereits Erfahrungen mit Subventions-Lkw und der Fahrzeugklasse der Regel-3-Tonner gemacht.
Die Reichswehr formulierte genauere Anforderungen in verschiedenen Nutzlastklassen. Das Heeresamt spezifizierte ein solches Fahrzeug und gab diese Beschreibung an die deutschen Nutzfahrzeughersteller. Die Spezifikation forderte einen dreiachsigen, hinten zwillingsbereiften Lastkraftwagen mit 1500 kg Nutzlast, hoher Bodenfreiheit, angetriebenen Hinterachsen und guter Zugkraft. Von der Beschreibung in der Reichswehr her hieß die Klasse „leichter geländegängiger Lastkraftwagen (o)“, wobei „o“ für handelsüblich, also einen Industrieentwurf stand.

### Mercedes-Benz G 3
Der erste Entwurf war der Mercedes-Benz G 3 von dem zwischen 1928 und 1929 nur eine geringe Anzahl gefertigt wurde.

### Mercedes-Benz G 3a
Ab 1929 begann die Fertigung eines verbesserten Typs, dem G 3a, der letztlich von Mercedes-Benz bis 1938 gefertigt wurde. Sehr frühe Fahrzeuge wurden noch mit einem festen Fahrerhaus ausgeliefert.

## Technik
Der G 3a hat einen U-Profil-Leiterrahmen. Die Vorderachse ist eine an Halbblattfedern aufgehängte Starrachse. Die zwei Hinterachsen sind ebenfalls Starrachsen und sind an insgesamt zwei gemeinsamen Halbfedern aufgehängt. Während die Vorderräder einfach bereift sind, können die Hinterräder doppelt bereift sein. Die Reifen sind rundum Geländereifen der Größe 6-20. Verzögert wird das Fahrzeug mit einer hydraulisch betätigten Bremsanlage, die Bremskraft wirkt auf alle sechs Räder. Die Handbremse wirkt hingegen nur auf die Räder an der vorderen Hinterachse. Gelenkt wird mit einer Spindellenkung. Die Antriebskraft wird über eine Einscheibentrockenkupplung auf ein Getriebe mit vier Gängen und Vorgelege übertragen, von dort gelangt die Kraft auf die beiden Hinterachsen mit Sperrdifferenzialen. Der Motor ist ein wassergekühlter Sechszylinder-Ottomotor des Typs Mercedes-Benz M 09 mit stehenden Ventilen und siebenfach gelagerter Kurbelwelle. Die stirnradgetriebene Nockenwelle liegt im Kurbelgehäuse. Das Kraftstoff-Luftgemisch wird von zwei Vergasern bereitet. Die Fahrzeug-Bordspannung beträgt 12 V.

## Technische Daten
| Motor                            | Motor                                         |
| -------------------------------- | --------------------------------------------- |
| Motorbezeichnung                 | Daimler-Benz M 09                             |
| Motortyp                         | Sechszylinder-Ottomotor                       |
| Gemischaufbereitung              | 2 × Vergaser Typ Zenith HKB 36                |
| Ventilsteuerung                  | SV-Ventilsteuerung, untenliegende Nockenwelle |
| Bohrung × Hub                    | 82,5 × 115 mm                                 |
| Hubraum                          | 3689 cm³                                      |
| Verdichtung                      | 5,45:1                                        |
| Nennleistung                     | 50 kW (68 PS) bei 2900 min−1                  |
| Nenndrehmoment                   | 165 Nm (16,8 kpm) bei 2900 min−1              |
| Kraftübertragung                 |                                               |
| Antrieb auf                      | Hinterachsen                                  |
| Kupplung                         | Einscheibentrockenkupplung                    |
| Differenziale                    | Zwei Sperrdifferenziale                       |
| Maße, Gewichte, sonstige Angaben |                                               |
| Maximal zulässiges Gesamtgewicht | 4800 kg                                       |

## Einsatz
Die Verwendung des Fahrzeugs war vielfältig.
- offener Pritschenwagen (Standard)
- Fernsprechbetriebs-Kraftwagen (Kfz. 61)
- Vermessungsgeräte-Kraftwagen (Kfz. 61)
- Funkbetriebs-Kraftwagen (Kfz. 62)